# Stevan Jovetić
Stevan Jovetić (en cyrillique : Cтeвaн Joвeтић), né le 2 novembre 1989 à Titograd en Yougoslavie (rebaptisée Podgorica en 1992, intégrée au Monténégro depuis 2006), est un footballeur international monténégrin, évoluant au poste d'avant-centre à l'Omónia Nicosie.

## Biographie

### Jeunesse
Dès son plus jeune âge, Stevan Jovetić aime le football et jouer avec son frère Arthur et ses voisins. Il est l'aîné d'une famille de trois enfants. À l'âge de 16 ans, il veut arrêter de jouer au football mais son père, parvient à le convaincre de continuer.

### Carrière en club

#### Partizan Belgrade (2006-2008)
Il rejoint le Partizan Belgrade à 14 ans où il est formé et très vite remarqué par le staff technique des serbes du Partizan, à partir de mars 2007 il joue pour l'équipe A du Partizan, il marque 18 buts en 54 matches. Il signe notamment un doublé en Coupe UEFA 2007-2008 face au HSK Zrinjski Mostar, à seulement 17 ans. Lors de son troisième match avec l'équipe nationale contre la Hongrie, il signe un doublé dont un penalty.
Le 6 décembre 2007, les rumeurs l'annoncent avoir signé un pré-contrat avec le Real Madrid. Le 14 décembre, il est élu meilleur joueur du Partizan de l'année 2007. À 18 ans, beaucoup voient en lui le futur Dejan Savićević.

#### ACF Fiorentina (2008-2013)
Fasciné par l'Italie, et disant mieux parler italien que l'anglais, il signe fin avril 2008 dans le club italien de la Fiorentina pour 8 M€, qui arrache le joueur au Manchester City de Sven-Goran Eriksson.

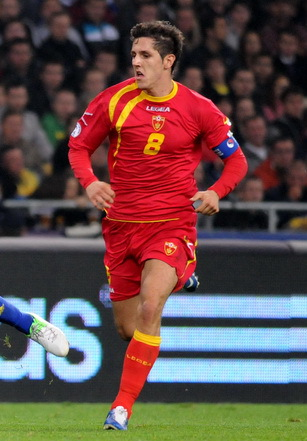
Jovetić jouant pour l'équipe nationale du Monténégro en 2012.

Portant le numéro 35 au Partizan, il déclare que son chiffre fétiche est le 8 (3+5). Le numéro 8 étant libre à la Fiorentina, l'entraîneur Cesare Prandelli déclare par la suite que ce numéro lui serait réservé. Son arrivée fait suite à une volonté de renforcer le secteur offensif du club florentin, trop dépendant du duo Adrian Mutu - Alberto Gilardino.
L'année 2009-2010 semble être l'année de la consécration pour le jeune Jovetić. En effet, il est auteur d'un début de saison tonitruant avec la Viola avec sept buts inscrits toutes compétitions confondues dont un doublé en Ligue des champions contre Liverpool.
Son idole est Andriy Chevtchenko, l'ancienne gloire du Milan AC et de l'équipe nationale d'Ukraine.

#### Manchester City (2013-2015)
Le 18 juillet 2013, il signe un contrat en faveur de Manchester City pour 26 millions d'euros plus 4 millions de bonus.
Sa première saison est marquée par des blessures. Il ne dispute que 18 matchs mais marque 6 buts.
La deuxième saison n'est guère meilleure, il se retrouve quatrième choix de Manuel Pellegrini derrière Sergio Agüero, Wilfried Bony et Edin Dzeko. De ce fait, il est prêté une saison et demie avec option d'achat à l'Inter Milan le 26 juillet 2015.

#### Inter Milan (2015-2017)
La saison démarre parfaitement pour lui parce qu'il marque pour le premier match contre l'Atalanta, puis un doublé contre Carpi,. Finalement, il marque sept buts toutes compétitions confondues pour le compte de l'Inter Milan en 33 matches avec l'Internazionale.

##### Prêt au FC Séville (2016-2017)
Prêté au mercato d'hiver 2017 par l'Inter Milan (où il est privé de temps de jeu par Éder) au FC Séville, il fait ses débuts face au Real Madrid de Zidane dans une rencontre de Coupe du Roi où il inscrit son premier but. Trois jours plus tard, il rentre en jeu cette fois en Liga lors d'une nouvelle confrontation contre le Real Madrid, toujours à domicile. Il inscrit le but du 2-1 à la 90e minute et met alors fin à la fantastique série de 40 matchs sans défaite de Zidane et ses hommes.

#### AS Monaco (2017-2021)
Le 29 août 2017, il s'engage avec l'AS Monaco jusqu'en 2021, pour un montant de onze millions d'euros.
Le 11 août 2018, il marque pour le premier match de la saison 2018-2019 sur le terrain du FC Nantes sur une passe décisive de Radamel Falcao. Après de nombreux mois manqués en raison de blesures à répétition, pour le compte de la 31e journée de Ligue 1, il parvient à marquer un deuxième but pour égaliser à la dernière minute contre l'EA Guingamp. 
Pour le compte de la 19e journée de Ligue 1, le 9 janvier 2021, en tant que remplaçant, il ponctue la victoire nette et sans bavure contre l'Angers SCO d'une frappe placée sous le corps du gardien adverse, score final 3-0. C'est son premier but de la saison 2020-2021. Le 23 janvier 2021, il envoie un missile de coup franc  en pleine lucarne opposée à une vitesse exceptionnelle de 104 km/h contre l'Olympique de Marseille, ponctuant une victoire 3-1 sur le voisin marseillais, après être entré en jeu. Le 28 février 2021, il ouvre le score contre Brest à la 76e minute sur un service d'Aleksandr Golovine, après être entré en jeu. Le 19 mars 2021, il est titulaire contre Saint-Étienne et ouvre le score sur un service d'Aurélien Tchouaméni, lors d'une écrasante victoire 4-0 à l'extérieur. Le 3 avril 2021, lors de la 31e journée de Ligue 1, encore une fois titulaire, il provoque un pénalty en étant accroché dans la surface contre le FC Metz, son coéquipier Cesc Fàbregas le marque et, finalement, Monaco gagne le match 4-0. Lors de la 32e journée de Ligue 1, il marque un but contre le Dijon FCO après un arrêt du gardien dijonnais Saturnin Allagbé devant le premier pénalty de son capitaine Wissam Ben Yedder. Lors de la 33e journée de Ligue 1, il marque de la tête sur un service, de la tête également, de Sofiane Diop pour porter le score de son équipe à 3-0 sur le terrain des Girondins de Bordeaux. 
Le 24 mai 2021, le club annonce que son contrat n'est pas prolongé à l'issue de la saison. 

### Carrière internationale
Il est international de la Serbie-et-Monténégro chez les moins de 17 ans. Il devient ensuite international monténégrin chez les moins de 19 ans et chez les espoirs, dont il est le capitaine.
Il joue son premier match en équipe du Monténégro le 24 mars 2007, en amical contre la Hongrie (victoire 2-1 à Podgorica). Il inscrit ses deux premiers buts avec le Monténégro 20 août 2008, contre cette même équipe (match nul 3-3 à Budapest).
Le 29 février 2012, il est pour la première fois capitaine lors d'un match amical face à l'Islande. Il inscrit deux buts à cette occasion, pour une victoire 2-1.
Le 15 octobre 2013, il inscrit un doublé contre la Moldavie, lors des éliminatoires du mondial 2014. Le 10 juin 2017, il est l'auteur de son premier triplé en sélection, lors d'un match contre l'Arménie rentrant dans le cadre des éliminatoires du mondial 2018.

## Statistiques

### Statistiques détaillées
| Saison                | Club                  | Championnat           | Championnat | Championnat | Championnat | Coupe nationale | Coupe nationale | Coupe nationale | Coupe de la Ligue | Coupe de la Ligue | Coupe de la Ligue | Supercoupe | Supercoupe | Supercoupe | Compétition(s) continentale(s) | Compétition(s) continentale(s) | Compétition(s) continentale(s) | Compétition(s) continentale(s) | Barrages | Barrages | Barrages | Monténégro | Monténégro | Monténégro | Total | Total | Total |
| Saison                | Club                  | Division              | M.          | B.          | P.d.        | M.              | B.              | P.d.            | M.                | B.                | P.d.              | M.         | B.         | P.d.       | Comp.                          | M.                             | B.                             | P.d.                           | M.       | B.       | P.d.     | M.         | B.         | P.d.       | M.    | B.    | P.d.  |
| 2005-2006             | Partizan Belgrade     | Prva Liga             | 2           | 0           | 0           | -               | -               | -               | -                 | -                 | -                 | -          | -          | -          | -                              | -                              | -                              | -                              | -        | -        | -        | -          | -          | -          | 2     | 0     | 0     |
| 2006-2007             | Partizan Belgrade     | Superliga             | 22          | 1           | 8           | 4               | 3               | 0               | -                 | -                 | -                 | -          | -          | -          | -                              | -                              | -                              | -                              | -        | -        | -        | 1          | 0          | 0          | 27    | 4     | 8     |
| 2007-2008             | Partizan Belgrade     | Superliga             | 27          | 12          | 10          | 4               | 3               | 0               | -                 | -                 | -                 | -          | -          | -          | C3                             | 2                              | 4                              | 0                              | -        | -        | -        | 2          | 0          | 0          | 35    | 19    | 10    |
| Sous-total            | Sous-total            | Sous-total            | 51          | 13          | 18          | 8               | 6               | 0               | -                 | -                 | -                 | -          | -          | -          | -                              | 2                              | 4                              | 0                              | -        | -        | -        | 3          | 0          | 0          | 64    | 23    | 18    |
| 2008-2009             | ACF Fiorentina        | Serie A               | 29          | 2           | 1           | 1               | 0               | 0               | -                 | -                 | -                 | -          | -          | -          | C1+C3                          | 3+2                            | 0                              | 0                              | -        | -        | -        | 7          | 4          | 3          | 42    | 6     | 4     |
| 2009-2010             | ACF Fiorentina        | Serie A               | 29          | 6           | 7           | 2               | 0               | 0               | -                 | -                 | -                 | -          | -          | -          | C1                             | 6                              | 5                              | 1                              | -        | -        | -        | 4          | 2          | 1          | 41    | 13    | 9     |
| 2010-2011             | ACF Fiorentina        | Serie A               | -           | -           | -           | -               | -               | -               | -                 | -                 | -                 | -          | -          | -          | -                              | -                              | -                              | -                              | -        | -        | -        | 1          | 0          | 0          | 1     | 0     | 0     |
| 2011-2012             | ACF Fiorentina        | Serie A               | 27          | 14          | 3           | 2               | 0               | 0               | -                 | -                 | -                 | -          | -          | -          | -                              | -                              | -                              | -                              | -        | -        | -        | 6          | 3          | 0          | 35    | 17    | 3     |
| 2012-2013             | ACF Fiorentina        | Serie A               | 31          | 13          | 5           | 3               | 0               | 0               | -                 | -                 | -                 | -          | -          | -          | -                              | -                              | -                              | -                              | -        | -        | -        | 7          | 1          | 2          | 41    | 14    | 7     |
| Sous-total            | Sous-total            | Sous-total            | 116         | 35          | 16          | 8               | 0               | 0               | -                 | -                 | -                 | -          | -          | -          | -                              | 11                             | 5                              | 1                              | -        | -        | -        | 25         | 10         | 6          | 160   | 50    | 23    |
| 2013-2014             | Manchester City       | PL                    | 13          | 3           | 1           | 2               | 1               | 0               | 3                 | 2                 | 0                 | -          | -          | -          | -                              | -                              | -                              | -                              | -        | -        | -        | 5          | 2          | 0          | 23    | 8     | 1     |
| 2014-2015             | Manchester City       | PL                    | 17          | 5           | 3           | 2               | 0               | 0               | 1                 | 0                 | 0                 | 1          | 0          | 0          | C1                             | 5                              | 0                              | 1                              | -        | -        | -        | 4          | 2          | 0          | 30    | 7     | 4     |
| Sous-total            | Sous-total            | Sous-total            | 30          | 8           | 4           | 4               | 1               | 0               | 4                 | 2                 | 0                 | 1          | 0          | 0          | -                              | 5                              | 0                              | 1                              | 0        | 0        | 0        | 9          | 4          | 0          | 53    | 15    | 5     |
| 2015-2016             | Inter Milan (prêt)    | Serie A               | 26          | 6           | 2           | 2               | 1               | 1               | -                 | -                 | -                 | -          | -          | -          | -                              | -                              | -                              | -                              | -        | -        | -        | 3          | 2          | 2          | 31    | 9     | 5     |
| 2016-2017             | Inter Milan           | Serie A               | 5           | 0           | 0           | -               | -               | -               | -                 | -                 | -                 | -          | -          | -          | -                              | -                              | -                              | -                              | -        | -        | -        | 4          | 3          | 2          | 9     | 3     | 2     |
| Sous-total            | Sous-total            | Sous-total            | 31          | 6           | 2           | 2               | 1               | 1               | -                 | -                 | -                 | -          | -          | -          | -                              | -                              | -                              | -                              | -        | -        | -        | 7          | 5          | 4          | 40    | 12    | 7     |
| 2016-2017             | Séville FC (prêt)     | Liga                  | 21          | 6           | 4           | 1               | 1               | 0               | -                 | -                 | -                 | -          | -          | -          | C1                             | 2                              | 0                              | 1                              | -        | -        | -        | 2          | 4          | 0          | 26    | 11    | 5     |
| Sous-total            | Sous-total            | Sous-total            | 21          | 6           | 4           | 1               | 1               | 0               | -                 | -                 | -                 | -          | -          | -          | -                              | 2                              | 0                              | 1                              | -        | -        | -        | 2          | 4          | 0          | 26    | 11    | 5     |
| 2017-2018             | AS Monaco             | Ligue 1               | 15          | 8           | 1           | 2               | 2               | 0               | 3                 | 0                 | 0                 | -          | -          | -          | C1                             | 1                              | 0                              | 0                              | -        | -        | -        | 4          | 1          | 1          | 25    | 11    | 2     |
| 2018-2019             | AS Monaco             | Ligue 1               | 8           | 2           | 0           | 0               | 0               | 0               | 0                 | 0                 | 0                 | 1          | 0          | 0          | C1                             | 1                              | 0                              | 0                              | -        | -        | -        | 1          | 0          | 0          | 11    | 2     | 0     |
| 2019-2020             | AS Monaco             | Ligue 1               | 9           | 2           | 0           | 3               | 0               | 1               | 1                 | 0                 | 0                 | -          | -          | -          | -                              | -                              | -                              | -                              | -        | -        | -        | -          | -          | -          | 13    | 2     | 1     |
| 2020-2021             | AS Monaco             | Ligue 1               | 29          | 6           | 0           | 4               | 1               | 0               | -                 | -                 | -                 | -          | -          | -          | -                              | -                              | -                              | -                              | -        | -        | -        | 10         | 7          | 3          | 43    | 14    | 3     |
| Sous-total            | Sous-total            | Sous-total            | 61          | 18          | 1           | 9               | 3               | 1               | 4                 | 0                 | 0                 | 1          | 0          | 0          | -                              | 2                              | 0                              | 0                              | -        | -        | -        | 15         | 8          | 4          | 92    | 29    | 6     |
| 2021-2022             | Hertha BSC            | Bundesliga            | 18          | 6           | 0           | 2               | 1               | 0               | -                 | -                 | -                 | -          | -          | -          | -                              | -                              | -                              | -                              | 2        | 0        | 0        | -          | -          | -          | 22    | 7     | 0     |
| 2022-2023             | Hertha BSC            | Bundesliga            | 17          | 4           | 1           | 1               | 0               | 1               | -                 | -                 | -                 | -          | -          | -          | -                              | -                              | -                              | -                              | -        | -        | -        | 4          | 0          | 0          | 22    | 4     | 2     |
| Sous-total            | Sous-total            | Sous-total            | 35          | 10          | 1           | 3               | 1               | 1               | 0                 | 0                 | 0                 | 0          | 0          | 0          | -                              | 0                              | 0                              | 0                              | 2        | 0        | 0        | 4          | 0          | 0          | 44    | 11    | 2     |
| 2023-2024             | Olympiakos            | Héllas Super League   | 21          | 6           | 4           | 2               | 0               | 0               | -                 | -                 | -                 | -          | -          | -          | C3+C4                          | 4+5                            | 0+2                            | 0                              | -        | -        | -        | 10         | 5          | 3          | 42    | 13    | 7     |
| Sous-total            | Sous-total            | Sous-total            | 21          | 6           | 4           | 2               | 0               | 0               | 0                 | 0                 | 0                 | 0          | 0          | 0          | -                              | 9                              | 2                              | 0                              | 0        | 0        | 0        | 10         | 5          | 3          | 42    | 13    | 7     |
| 2024-2025             | Omonia                | Cyprus League         | 27          | 7           | 0           | 2               | 0               | 0               | -                 | -                 | -                 | -          | -          | -          | C4                             | 2                              | 1                              | 0                              | -        | -        | -        | 7          | 1          | 2          | 38    | 9     | 2     |
| Sous-total            | Sous-total            | Sous-total            | 27          | 7           | 0           | 2               | 0               | 0               | 0                 | 0                 | 0                 | 0          | 0          | 0          | -                              | 2                              | 1                              | 0                              | 0        | 0        | 0        | 7          | 1          | 2          | 38    | 9     | 2     |
| Total sur la carrière | Total sur la carrière | Total sur la carrière | 385         | 107         | 48          | 39              | 13              | 3               | 8                 | 2                 | 0                 | 2          | 0          | 0          | -                              | 29                             | 12                             | 3                              | 2        | 0        | 0        | 81         | 37         | 19         | 546   | 171   | 73    |

### Liste des matches internationaux
| Matches internationaux de Stevan Jovetić | Matches internationaux de Stevan Jovetić | Matches internationaux de Stevan Jovetić           | Matches internationaux de Stevan Jovetić | Matches internationaux de Stevan Jovetić | Matches internationaux de Stevan Jovetić | Matches internationaux de Stevan Jovetić                             |
|                                          | Date                                     | Lieu                                               | Adversaire                               | Résultat                                 | Compétition                              | Notes                                                                |
| ---------------------------------------- | ---------------------------------------- | -------------------------------------------------- | ---------------------------------------- | ---------------------------------------- | ---------------------------------------- | -------------------------------------------------------------------- |
| 1.                                       | 24 mars 2007                             | Podgorica City Stadium, Podgorica, Monténégro      | Hongrie                                  | 2 - 1                                    | Match amical                             | Entré en jeu à la place de Mirko Vučinić à la 85e minute de jeu.     |
| 2.                                       | 31 mai 2008                              | Stade Steaua, Bucarest, Roumanie                   | Roumanie                                 | 4 - 0                                    | Match amical                             | Entré en jeu à la place d'Igor Burzanović à la 46e minute de jeu.    |
| 3.                                       | 20 août 2008                             | Stade Ferenc-Puskás, Budapest, Hongrie             | Hongrie                                  | 3 - 3                                    | Match amical                             | Titulaire.                                                           |
| 4.                                       | 6 septembre 2008                         | Podgorica City Stadium, Podgorica, Monténégro      | Bulgarie                                 | 2 - 2                                    | Éliminatoires Coupe du monde 2010        | Titulaire.                                                           |
| 5.                                       | 10 septembre 2008                        | Podgorica City Stadium, Podgorica, Monténégro      | République d'Irlande                     | 0 - 0                                    | Éliminatoires Coupe du monde 2010        | Titulaire.                                                           |
| 6.                                       | 15 octobre 2008                          | Stade Via del Mare, Lecce, Italie                  | Italie                                   | 2 - 1                                    | Éliminatoires Coupe du monde 2010        | Titulaire.                                                           |
| 7.                                       | 19 novembre 2008                         | Podgorica City Stadium, Podgorica, Monténégro      | Macédoine du Nord                        | 2 - 1                                    | Match amical                             | Titulaire et remplacé par Mirko Vučinić à la 80e minute de jeu.      |
| 8.                                       | 28 mars 2009                             | Podgorica City Stadium, Podgorica, Monténégro      | Italie                                   | 0 - 2                                    | Éliminatoires Coupe du monde 2010        | Titulaire.                                                           |
| 9.                                       | 1er avril 2009                           | Stade Boris-Paichadze, Tbilissi, Géorgie           | Géorgie                                  | 0 - 0                                    | Éliminatoires Coupe du monde 2010        | Titulaire.                                                           |
| 10.                                      | 12 août 2009                             | Podgorica City Stadium, Podgorica, Monténégro      | Pays de Galles                           | 2 - 1                                    | Match amical                             | Titulaire.                                                           |
| 11.                                      | 5 septembre 2009                         | Stade national Vassil-Levski, Sofia, Bulgarie      | Bulgarie                                 | 4 - 1                                    | Éliminatoires Coupe du monde 2010        | Titulaire.                                                           |
| 12.                                      | 9 septembre 2009                         | Podgorica City Stadium, Podgorica, Monténégro      | Chypre                                   | 1 - 1                                    | Éliminatoires Coupe du monde 2010        | Titulaire.                                                           |
| 13.                                      | 10 octobre 2009                          | Podgorica City Stadium, Podgorica, Monténégro      | Géorgie                                  | 2 - 1                                    | Éliminatoires Coupe du monde 2010        | Titulaire.                                                           |
| 14.                                      | 4 juin 2011                              | Podgorica City Stadium, Podgorica, Monténégro      | Bulgarie                                 | 1 - 1                                    | Éliminatoires Euro 2012                  | Entré en jeu à la place d'Elsad Zverotić à la 72e minute de jeu.     |
| 15.                                      | 10 août 2011                             | Stade Loro-Boriçi, Shkodër, Albanie                | Albanie                                  | 3 - 2                                    | Match amical                             | Titulaire.                                                           |
| 16.                                      | 2 septembre 2011                         | Cardiff City Stadium, Cardiff, Pays de Galles      | Pays de Galles                           | 2 - 1                                    | Éliminatoires Euro 2012                  | Titulaire.                                                           |
| 17.                                      | 7 octobre 2011                           | Podgorica City Stadium, Podgorica, Monténégro      | Angleterre                               | 2 - 2                                    | Éliminatoires Euro 2012                  | Titulaire.                                                           |
| 18.                                      | 11 novembre 2011                         | Generali Arena, Prague, Tchéquie                   | Tchéquie                                 | 2 - 0                                    | Éliminatoires Euro 2012                  | Titulaire.                                                           |
| 19.                                      | 15 novembre 2011                         | Podgorica City Stadium, Podgorica, Monténégro      | Tchéquie                                 | 0 - 1                                    | Éliminatoires Euro 2012                  | Titulaire.                                                           |
| 20.                                      | 29 février 2012                          | Podgorica City Stadium, Podgorica, Monténégro      | Islande                                  | 2 - 1                                    | Match amical                             | Titulaire et remplacé par Dragan Boškovic à la 90e minute de jeu.    |
| 21.                                      | 15 août 2012                             | Podgorica City Stadium, Podgorica, Monténégro      | Lettonie                                 | 2 - 0                                    | Match amical                             | Titulaire et remplacé par Marko Bakić à la 79e minute de jeu.        |
| 22.                                      | 7 septembre 2012                         | Podgorica City Stadium, Podgorica, Monténégro      | Pologne                                  | 2 - 2                                    | Éliminatoires Coupe du monde 2014        | Titulaire.                                                           |
| 23.                                      | 11 septembre 2012                        | Stadio Olimpico, Serravalle, Saint-Marin           | Saint-Marin                              | 0 - 6                                    | Éliminatoires Coupe du monde 2014        | Titulaire.                                                           |
| 24.                                      | 16 octobre 2012                          | Stade olympique de Kiev, Kiev, Ukraine             | Ukraine                                  | 0 - 1                                    | Éliminatoires Coupe du monde 2014        | Titulaire et remplacé par Mirko Vučinić à la 86e minute de jeu.      |
| 25.                                      | 22 mars 2013                             | Stade Zimbru, Chișinău, Moldavie                   | Moldavie                                 | 0 - 1                                    | Éliminatoires Coupe du monde 2014        | Titulaire.                                                           |
| 26.                                      | 26 mars 2013                             | Podgorica City Stadium, Podgorica, Monténégro      | Angleterre                               | 1 - 1                                    | Éliminatoires Coupe du monde 2014        | Titulaire.                                                           |
| 27.                                      | 7 juin 2013                              | Podgorica City Stadium, Podgorica, Monténégro      | Ukraine                                  | 0 - 4                                    | Éliminatoires Coupe du monde 2014        | Titulaire et remplacé par Dejan Damjanović à la 43e minute de jeu.   |
| 28.                                      | 14 août 2013                             | Torpedo Stadium, Jodzina, Biélorussie              | Biélorussie                              | 1 - 1                                    | Match amical                             | Titulaire.                                                           |
| 29.                                      | 11 octobre 2013                          | Stade de Wembley, Londres, Angleterre              | Angleterre                               | 4 - 1                                    | Éliminatoires Coupe du monde 2014        | Titulaire et remplacé par Filip Kasalica à la 81e minute de jeu.     |
| 30.                                      | 15 octobre 2013                          | Podgorica City Stadium, Podgorica, Monténégro      | Moldavie                                 | 2 - 5                                    | Éliminatoires Coupe du monde 2014        | Titulaire.                                                           |
| 31.                                      | 23 mai 2014                              | NTC Senec, Senec, Slovaquie                        | Slovaquie                                | 2 - 0                                    | Match amical                             | Titulaire et remplacé par Darko Zorić à la 87e minute de jeu.        |
| 32.                                      | 26 mai 2014                              | Stadion Hartberg, Hartberg, Autriche               | Iran                                     | 0 - 0                                    | Match amical                             | Titulaire et remplacé par Marko Bakić à la 72e minute de jeu.        |
| 33.                                      | 9 octobre 2014                           | Rheinpark Stadion, Vaduz, Liechtenstein            | Liechtenstein                            | 0 - 0                                    | Éliminatoires Euro 2016                  | Titulaire et remplacé par Petar Grbić à la 74e minute de jeu.        |
| 34.                                      | 12 octobre 2014                          | Stade Ernst-Happel, Vienne, Autriche               | Autriche                                 | 1 - 0                                    | Éliminatoires Euro 2016                  | Entré en jeu à la place de Simon Vukčević à la 46e minute de jeu.    |
| 35.                                      | 15 novembre 2014                         | Podgorica City Stadium, Podgorica, Monténégro      | Suède                                    | 1 - 1                                    | Éliminatoires Euro 2016                  | Titulaire.                                                           |
| 36.                                      | 27 mars 2015                             | Podgorica City Stadium, Podgorica, Monténégro      | Russie                                   | 0 - 3                                    | Éliminatoires Euro 2016                  | Titulaire.                                                           |
| 37.                                      | 8 juin 2015                              | Viborg Stadium, Viborg, Danemark                   | Danemark                                 | 2 - 1                                    | Match amical                             | Titulaire et remplacé par Nemanja Nikolić à la 43e minute de jeu.    |
| 38.                                      | 5 septembre 2015                         | Podgorica City Stadium, Podgorica, Monténégro      | Liechtenstein                            | 2 - 0                                    | Éliminatoires Euro 2016                  | Titulaire et remplacé par Stefan Mugoša à la 69e minute de jeu.      |
| 39.                                      | 8 septembre 2015                         | Stade Zimbru, Chișinău, Moldavie                   | Moldavie                                 | 0 - 2                                    | Éliminatoires Euro 2016                  | Titulaire et remplacé par Mladen Kašćelan à la 89e minute de jeu.    |
| 40.                                      | 12 novembre 2015                         | Toše Proeski Arena, Skopje, Macédoine du Nord      | Macédoine du Nord                        | 4 - 1                                    | Match amical                             | Titulaire.                                                           |
| 41.                                      | 4 septembre 2016                         | Cluj Arena, Cluj-Napoca, Roumanie                  | Roumanie                                 | 1 - 1                                    | Éliminatoires Coupe du monde 2018        | Titulaire.                                                           |
| 42.                                      | 8 octobre 2016                           | Podgorica City Stadium, Podgorica, Monténégro      | Kazakhstan                               | 5 - 0                                    | Éliminatoires Coupe du monde 2018        | Titulaire.                                                           |
| 43.                                      | 11 octobre 2016                          | Parken Stadium, Copenhague, Danemark               | Danemark                                 | 0 - 1                                    | Éliminatoires Coupe du monde 2018        | Titulaire.                                                           |
| 44.                                      | 11 novembre 2016                         | Stade Républicain Vazgen-Sargsian, Erevan, Arménie | Arménie                                  | 3 - 2                                    | Éliminatoires Coupe du monde 2018        | Titulaire.                                                           |
| 45.                                      | 4 juin 2017                              | Podgorica City Stadium, Podgorica, Monténégro      | Iran                                     | 1 - 2                                    | Match amical                             | Titulaire et remplacé par Stefan Mugoša à la 64e minute de jeu.      |
| 46.                                      | 10 juin 2017                             | Podgorica City Stadium, Podgorica, Monténégro      | Arménie                                  | 4 - 1                                    | Éliminatoires Coupe du monde 2018        | Titulaire.                                                           |
| 47.                                      | 1er septembre 2017                       | Astana Arena, Noursoultan, Kazakhstan              | Kazakhstan                               | 0 - 3                                    | Éliminatoires Coupe du monde 2018        | Titulaire et remplacé par Elsad Zverotić à la 72e minute de jeu.     |
| 48.                                      | 4 septembre 2017                         | Podgorica City Stadium, Podgorica, Monténégro      | Roumanie                                 | 1 - 0                                    | Éliminatoires Coupe du monde 2018        | Titulaire.                                                           |
| 49.                                      | 5 octobre 2017                           | Podgorica City Stadium, Podgorica, Monténégro      | Danemark                                 | 0 - 1                                    | Éliminatoires Coupe du monde 2018        | Titulaire et remplacé par Luka Đorđević à la 20e minute de jeu.      |
| 50.                                      | 23 mars 2018                             | Stade GSP, Nicosie, Chypre                         | Chypre                                   | 0 - 0                                    | Match amical                             | Titulaire et remplacé par Adam Marušić à la 65e minute de jeu.       |
| 51.                                      | 11 octobre 2018                          | Podgorica City Stadium, Podgorica, Monténégro      | Serbie                                   | 0 - 2                                    | Ligue des nations 2018-2019              | Titulaire.                                                           |
| 52.                                      | 5 septembre 2020                         | Stade GSP, Nicosie, Chypre                         | Chypre                                   | 0 - 2                                    | Ligue des nations 2020-2021              | Entré en jeu à la place de Fatos Bećiraj à la 46e minute de jeu.     |
| 53.                                      | 8 septembre 2020                         | Stade Josy-Barthel, Luxembourg, Luxembourg         | Luxembourg                               | 0 - 1                                    | Ligue des nations 2020-2021              | Titulaire et remplacé par Marko Bakić à la 62e minute de jeu.        |
| 54.                                      | 10 octobre 2020                          | Podgorica City Stadium, Podgorica, Monténégro      | Azerbaïdjan                              | 2 - 0                                    | Ligue des nations 2020-2021              | Titulaire et remplacé par Branislav Janković à la 81e minute de jeu. |
| 55.                                      | 13 octobre 2020                          | Podgorica City Stadium, Podgorica, Monténégro      | Luxembourg                               | 1 - 2                                    | Ligue des nations 2020-2021              | Titulaire.                                                           |
| 56.                                      | 11 novembre 2020                         | Podgorica City Stadium, Podgorica, Monténégro      | Kazakhstan                               | 0 - 0                                    | Match amical                             | Entré en jeu à la place de Nikola Vujnović à la 56e minute de jeu.   |
| 57.                                      | 14 novembre 2020                         | Stade ŠRC Zaprešić, Zaprešić, Croatie              | Azerbaïdjan                              | 0 - 0                                    | Ligue des nations 2020-2021              | Titulaire et remplacé par Dino Islamović à la 90e minute de jeu.     |
| 58.                                      | 17 novembre 2020                         | Podgorica City Stadium, Podgorica, Monténégro      | Chypre                                   | 4 - 0                                    | Ligue des nations 2020-2021              | Titulaire et remplacé par Vukan Savićević à la 61e minute de jeu.    |
| 59.                                      | 24 mars 2021                             | Skonto Stadion, Riga, Lettonie                     | Lettonie                                 | 1 - 2                                    | Éliminatoires Coupe du monde 2022        | Titulaire et remplacé par Fatos Bećiraj à la 87e minute de jeu.      |
| 60.                                      | 27 mars 2021                             | Podgorica City Stadium, Podgorica, Monténégro      | Gibraltar                                | 4 - 1                                    | Éliminatoires Coupe du monde 2022        | Entré en jeu à la place de Fatos Bećiraj à la 46e minute de jeu.     |
| 61.                                      | 30 mars 2021                             | Podgorica City Stadium, Podgorica, Monténégro      | Norvège                                  | 0 - 1                                    | Éliminatoires Coupe du monde 2022        | Titulaire.                                                           |

#### Buts internationaux
| Buts en sélection de Stevan Jovetić | Buts en sélection de Stevan Jovetić | Buts en sélection de Stevan Jovetić       | Buts en sélection de Stevan Jovetić | Buts en sélection de Stevan Jovetić | Buts en sélection de Stevan Jovetić | Buts en sélection de Stevan Jovetić | Buts en sélection de Stevan Jovetić |
| #                                   | Date                                | Lieu                                      | Adversaire                          | Score                               | Résultat                            | Compétition                         |                                     |
| ----------------------------------- | ----------------------------------- | ----------------------------------------- | ----------------------------------- | ----------------------------------- | ----------------------------------- | ----------------------------------- | ----------------------------------- |
| 1.                                  | 20 août 2008                        | Stade Ferenc-Puskás, Budapest             | Hongrie                             | 1-1                                 | 3-3                                 | Match amical                        |                                     |
| 2.                                  | 20 août 2008                        | Stade Ferenc-Puskás, Budapest             | Hongrie                             | 2-3                                 | 3-3                                 | Match amical                        |                                     |
| 3.                                  | 6 septembre 2008                    | Podgorica City Stadium, Podgorica         | Bulgarie                            | 2-1                                 | 2-2                                 | Éliminatoires Coupe du monde 2010   |                                     |
| 4.                                  | 19 novembre 2008                    | Podgorica City Stadium, Podgorica         | Macédoine du Nord                   | 2-0                                 | 2-1                                 | Match amical                        |                                     |
| 5.                                  | 12 août 2009                        | Podgorica City Stadium, Podgorica         | Pays de Galles                      | 1-0                                 | 2-1                                 | Match amical                        |                                     |
| 6.                                  | 5 septembre 2009                    | Stade national Vassil-Levski, Sofia       | Bulgarie                            | 0-1                                 | 4-1                                 | Éliminatoires Coupe du monde 2010   |                                     |
| 7.                                  | 2 septembre 2011                    | Cardiff City Stadium, Cardiff             | Pays de Galles                      | 2-1                                 | 2-1                                 | Éliminatoires Euro 2012             |                                     |
| 8.                                  | 29 février 2012                     | Podgorica City Stadium, Podgorica         | Islande                             | 1-0                                 | 2-1                                 | Match amical                        |                                     |
| 9.                                  | 29 février 2012                     | Podgorica City Stadium, Podgorica         | Islande                             | 2-0                                 | 2-1                                 | Match amical                        |                                     |
| 10.                                 | 15 août 2012                        | Podgorica City Stadium, Podgorica         | Lettonie                            | 1-0                                 | 2-0                                 | Match amical                        |                                     |
| 11.                                 | 15 octobre 2013                     | Podgorica City Stadium, Podgorica         | Moldavie                            | 1-1                                 | 2-5                                 | Éliminatoires Coupe du monde 2014   |                                     |
| 12.                                 | 15 octobre 2013                     | Podgorica City Stadium, Podgorica         | Moldavie                            | 2-5                                 | 2-5                                 | Éliminatoires Coupe du monde 2014   |                                     |
| 13.                                 | 15 novembre 2014                    | Podgorica City Stadium, Podgorica         | Suède                               | 1-1                                 | 1-1                                 | Éliminatoires Euro 2016             |                                     |
| 14.                                 | 8 juin 2015                         | Viborg Stadium, Viborg                    | Danemark                            | 0-1                                 | 2-1                                 | Match amical                        |                                     |
| 15.                                 | 5 septembre 2015                    | Podgorica City Stadium, Podgorica         | Liechtenstein                       | 2-0                                 | 2-0                                 | Éliminatoires Euro 2016             |                                     |
| 16.                                 | 12 novembre 2015                    | Philip II Arena, Skopje                   | Macédoine du Nord                   | 4-1                                 | 4-1                                 | Match amical                        |                                     |
| 17.                                 | 4 septembre 2016                    | Cluj Arena, Cluj-Napoca                   | Roumanie                            | 1-1                                 | 1-1                                 | Éliminatoires Coupe du monde 2018   |                                     |
| 18.                                 | 8 octobre 2016                      | Podgorica City Stadium, Podgorica         | Kazakhstan                          | 3-0                                 | 5-0                                 | Éliminatoires Coupe du monde 2018   |                                     |
| 19.                                 | 11 novembre 2016                    | Stade Républicain Vazgen-Sargsian, Erevan | Arménie                             | 0-2                                 | 3-2                                 | Éliminatoires Coupe du monde 2018   |                                     |
| 20.                                 | 4 juin 2017                         | Podgorica City Stadium, Podgorica         | Iran                                | 1-1                                 | 1-2                                 | Match amical                        |                                     |
| 21.                                 | 10 juin 2017                        | Podgorica City Stadium, Podgorica         | Arménie                             | 2-0                                 | 4-1                                 | Éliminatoires Coupe du monde 2018   |                                     |
| 22.                                 | 10 juin 2017                        | Podgorica City Stadium, Podgorica         | Arménie                             | 3-0                                 | 4-1                                 | Éliminatoires Coupe du monde 2018   |                                     |
| 23.                                 | 10 juin 2017                        | Podgorica City Stadium, Podgorica         | Arménie                             | 4-0                                 | 4-1                                 | Éliminatoires Coupe du monde 2018   |                                     |
| 24.                                 | 4 septembre 2017                    | Podgorica City Stadium, Podgorica         | Roumanie                            | 1-0                                 | 1-0                                 | Éliminatoires Coupe du monde 2018   |                                     |
| 25.                                 | 5 septembre 2020                    | Stade GSP, Nicosie                        | Chypre                              | 0-1                                 | 0-2                                 | Ligue des nations 2020-2021         |                                     |
| 26.                                 | 5 septembre 2020                    | Stade GSP, Nicosie                        | Chypre                              | 0-2                                 | 0-2                                 | Ligue des nations 2020-2021         |                                     |
| 27.                                 | 10 octobre 2020                     | Podgorica City Stadium, Podgorica         | Azerbaïdjan                         | 1-0                                 | 2-0                                 | Ligue des nations 2020-2021         |                                     |
| 28.                                 | 17 novembre 2020                    | Podgorica City Stadium, Podgorica         | Chypre                              | 1-0                                 | 4-0                                 | Ligue des nations 2020-2021         |                                     |
| 29.                                 | 24 mars 2021                        | Skonto Stadion, Riga                      | Lettonie                            | 1-1                                 | 1-2                                 | Éliminatoires Coupe du monde 2022   |                                     |
| 30.                                 | 24 mars 2021                        | Skonto Stadion, Riga                      | Lettonie                            | 1-2                                 | 1-2                                 | Éliminatoires Coupe du monde 2022   |                                     |
| 31.                                 | 27 mars 2021                        | Podgorica City Stadium, Podgorica         | Gibraltar                           | 4-1                                 | 4-1                                 | Éliminatoires Coupe du monde 2022   |                                     |

Mis à jour le 27 mars 2021

## Palmarès

### En club
|  |  | Partizan Belgrade - SuperLiga - Champion : 2008 - Coupe de Serbie - Vainqueur : 2008 |  | Manchester City - Premier League - Champion : 2014 - Coupe de la Ligue anglaise - Vainqueur : 2014 |  | AS Monaco - Ligue 1 - Vice-champion : 2018 - Coupe de France - Finaliste : 2021 - Coupe de la Ligue - Finaliste : 2018 - Trophée des Champions - Finaliste : 2018 |  | Olympiakos - Ligue Europa Conférence - Vainqueur : 2024 |

## Distinctions individuelles
- Meilleur joueur monténégrin de l'année en 2009 et en 2015[19].
- 2e pour le Golden Boy en 2009.